# Вишна Слана
Вишна Слана (слч. Vyšná Slaná) насељено је мјесто са административним статусом сеоске општине (слч. obec) у округу Рожњава, у Кошичком крају, Словачка Република.

## Становништво
| Година:    | 1994. | 2004.   | 2014.   | 2024.    |
| ---------- | ----- | ------- | ------- | -------- |
| Број људи: | 582   | 529     | 505     | 422      |
| Разлика:   |       | -9,10 % | -4,53 % | -16,43 % |

| Година:    | 2023. | 2024.   |
| ---------- | ----- | ------- |
| Број људи: | 420   | 422     |
| Разлика:   |       | +0,47 % |

Према подацима о броју становника из 2011. године насеље је имало 512 становника.